# Ernst Drossel
Ernst Drossel (* 24. Juli 1927; † 11. Januar 1998) war ein deutscher Fußballspieler. Der Torwart spielte für die SpVgg Fürth in den 1950er Jahren in der Oberliga Süd, dabei kam er auf 40 Erstligaeinsätze.

## Sportlicher Werdegang
Drossel begann seine Karriere beim ASV Fürth. Mit dem Klub trat er ab der Spielzeit 1946/47 in der seinerzeit zweitklassigen Landesliga Nordbayern an, im Zuge einer Verkleinerung der Liga 1948 stieg der Klub in die Drittklassigkeit ab. Inwiefern Drossel hierbei im Laufe der Zeit tatsächlich zwischen den Pfosten stand, ist nach aktueller Datenlage unklar. 
1952 wechselte Drossel innerhalb der fränkischen Stadt zum Lokalrivalen SpVgg Fürth. Beim seinerzeitigen Erstligisten stand er in den folgenden Jahren zunächst im Schatten von Karlheinz Höger sowie dessen 1953 verpflichteten Nachfolgers Gerhard Geißler und kam nur zu vereinzelten Einsätzen. Nach einem 0:7-Debakel zum Auftakt der Spielzeit 1955/56 gegen den VfB Stuttgart wechselte Trainer Hans Schmidt auf der Torwartposition und Drossel rückte zeitweise zum Stammtorhüter auf, der 21 der 30 Meisterschaftsspiele bestritt. In der Vorbereitung zur folgenden Spielzeit wechselten sich beide Torhüter ab, ehe sich Geißler durchsetzte. Im Winter kam es jedoch zu einem erneuten Wechsel auf der Torhüterposition, so dass Drossel erneut 16 Ligaeinsätze verbuchen konnte. Gegen Saisonende war jedoch Geißler wieder der Stammspieler, der auch in der anschließenden Toto-Runde das Tor hütete.
Im Sommer 1957 kehrte Drossel zum ASV Fürth zurück, dort bekleidete er zwischen 1958 und 1962 das Traineramt.